# Gouvernement Peter Mohr Dam II
Le gouvernement Peter Mohr Dam II est le 6e des îles Féroé.
Îles Féroé
Hákun Djurhuus Kristian Djurhuus III

## Composition initiale (12 janvier 1967)
| Portefeuille                                                                 | Titulaire | Titulaire         | Parti |
| ---------------------------------------------------------------------------- | --------- | ----------------- | ----- |
| Premier ministre                                                             |           | Peter Mohr Dam    | SPD   |
| Vice-Premier ministre Ministre des Finances, de l'Agriculture et de la pêche |           | Kristian Djurhuus | SB    |
| Ministre Municipal, de la culture et de l'école                              |           | Sámal Petersen    | SF    |